# Chioma Ajunwa
Chioma Ajunwa; nacida el 25 de diciembre de 1970 en Umuihiokwu Mbaise, en el estado de Imo (Nigeria). Atleta, jugadora de fútbol (llegó a representar a Nigeria en los Mundiales femeninos de 1991); y oficial de policía en la vida privada.
Ha sido la primera atleta africana, y por tanto la primera atleta nigeriana, que ha conseguido una medalla de oro en unos Juegos Olímpicos.
Su fantástica evolución como velocista y saltadora se puso de manifiesto a principios de la década de 1990 tanto en los Juegos de la Commonwealth como en los Campeonatos Africanos de Atletismo, pero se vio truncada por una sanción por dopaje que la tuvo apartada de la competición hasta 1996.
El 2 de agosto de ese mismo año, tras su regreso, consiguió ganar el salto de longitud en los Juegos Olímpicos de Atlanta 1996, con un salto de 7 metros y 12 centímetros en su primer intento de la final. Al día siguiente participó como primera relevista con el equipo de 4 x 100 metros consiguiendo la quinta plaza.
En el Campeonato mundial de atletismo de 1997 en Atenas, Ajunwa realizó una fantástica calificación con un salto de 7.01 metros, pero tuvo que retirarse de la final al lesionarse en su primer salto.

## Palmarés
- Juegos Olímpicos de verano
  - Medalla de oro en los Juegos Olímpicos de Atlanta 1996 y Diploma olímpico en los 4 x 100 metros.

- Juegos de la Commonwealth
  - Medalla de bronce en relevos 4 × 100 m Juegos de la Commonwealth de 1990

| Predecesora: Heike Drechsler | Campeona Olímpica de salto de longitud Atlanta 1996 | Sucesora: Heike Drechsler |

- Datos: Q239638